# James Browne (homme politique)
James Browne, né le 15 octobre 1975 à Wexford, est un homme politique irlandais, membre du Fianna Fáil (FF). 
Il est Teachta Dála (TD) pour la circonscription de Wexford depuis 2016,.
De 2020 à 2025, il est secrétaire d'État au ministère de la Justice avant de devenir, en janvier 2025, ministre du Logement, de l'Administration locale et du Patrimoine.

## Biographie
Browne est issu d'une famille de personnalités politiques du Fianna Fáil. Il est le fils unique de l'ancien député John Browne. Son grand-oncle, Seán Browne, était également député. Il étudie la gestion hôtelière et la restauration à Dublin IT avant d'étudier le droit à Waterford IT, à l'University College Cork et à King's Inns, où il obtient son diplôme d'avocat,.
Il est membre du conseil municipal d'Enniscorthy de 2009 à 2014. Il est membre du conseil du comté de Wexford de 2014 à 2016. Aux élections générales de 2016, Browne est choisi pour remplacer son père John comme candidat du Fianna Fáil pour Wexford. Il est élu député lors de cette élection, obtenant 13,7 % des voix ; cependant ses colistiers Malcolm Byrne et Aoife Byrne ne sont pas élus.
Browne s'oppose à l'abrogation du 8e amendement en 2018, qui supprime l'interdiction de l'avortement en Irlande.
Le 2 septembre 2020, Browne est nommé par le gouvernement de coalition dirigé par Micheál Martin en tant que ministre d'État au ministère de la Justice chargé de la réforme du droit. Il se voit confier des responsabilités supplémentaires en matière de justice civile et d'immigration d'avril à octobre 2021 pendant le congé de maternité d'Helen McEntee.
Browne est marié et père de deux enfants.